# Ланнер, Ольга
Ольга Мария Ланнер (швед. Olga Maria Lanner; 1 сентября 1884, Карлстад — 26 июля 1961, Стокгольм) — шведская художница, скульптор и ювелир.

## Биография и творчество
Ольга Ланнер родилась в Карлстаде в 1884 году. В семье было восемь детей. С 1903 по 1906 год она училась в Технической школе (Tekniska skolan) в Стокгольме, а затем продолжила своё обучение в Германии, Франции и Италии. Вернувшись в Швецию, она некоторое время жила в Арвике (Вермланд), где общалась с так называемой «ракенской группой» (Rackengruppen) художников и ремесленников.

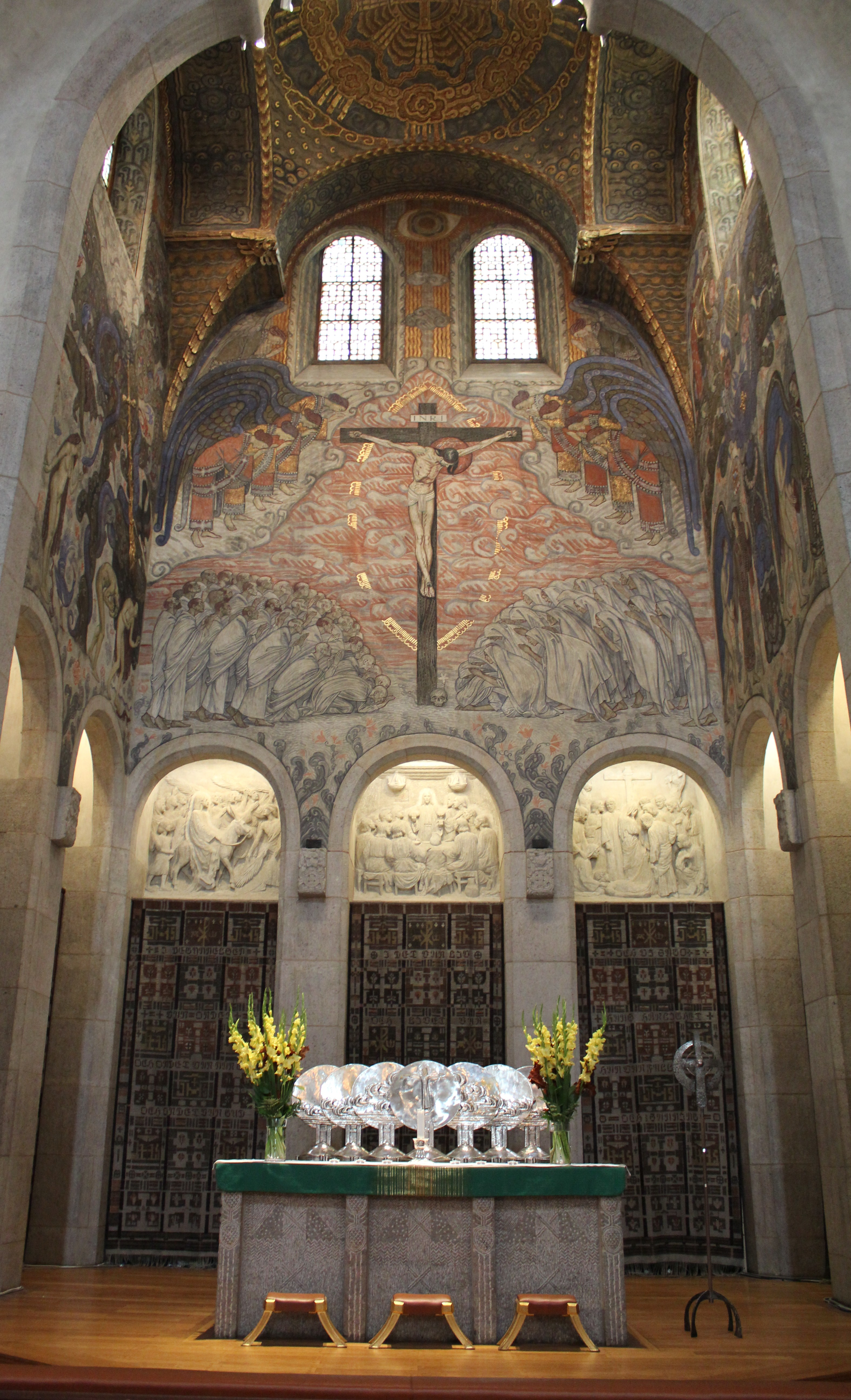
Алтарь стокгольмской церкви Энгельбректа

Свою карьеру Ольга Ланнер начала с изготовления ювелирных изделий из серебра. В 1909 году её изделия демонстрировались на выставке Шведской ассоциации ремесленников (Svenska Slöjdföreningen). Затем, в 1911 году, она представила на выставке в Арвике как украшения из меди и серебра, так и подсвечники из кованого железа, созданные в её собственной мастерской. В работах Ланнер того времени ощущалось влияние югендстиля в персональной интерпретации художницы. В Национальном музее Швеции хранится её серебряная брошь 1913 года в форме паучьей сети с четырьмя попавшимися в неё мухами.
В 1914 году Ольга Ланнер открыла свою мастерскую в Стокгольме, где занималась ковкой и чеканкой. В том же году она создала оригинальную алтарную скульптуру с семью серебряными дисками для освящённой в том же году церкви Энгельбректа. Кроме того, она изготовила для этой же церкви четыре напольных канделябра из кованого железа, украшенные позолотой. В 1915 году она выставляла свои работы на Всемирной выставке в Сан-Франциско.
В скульптурном жанре Ольга Ланнер создала множество фигур и скульптурных портретов, в том числе портрет художницы Ханны Паули. Для скульптуры «Mr G. som tennisspelare» («Мистер Г. — теннисист») Ольге Ланнер позировал король Густав V. В 1938 году состоялся её дебют как художницы, однако в настоящее время Ольга Ланнер известна в первую очередь благодаря своей работе с металлом.
Ольга Ланнер умерла в Стокгольме в 1961 году и была похоронена в Карлстаде.